# Ebrechtella xinjiangensis
Ebrechtella xinjiangensis là một loài nhện trong họ Thomisidae.
Loài này thuộc chi Ebrechtella. Ebrechtella xinjiangensis được miêu tả năm 1989 bởi Hu & Wu.